# Felix Scheder-Bieschin
Felix Scheder-Bieschin   (Kiel, 22 d'octubre de 1899 - 2 de setembre de 1940) va ser un regatista alemany que va competir durant la dècada de 1930.
El 1936 va prendre part en els Jocs Olímpics de Berlín, on va guanyar la medalla de bronze en la competició de 8 metres del programa de vela, a bord del Germania III.
Durant la Segona Guerra Mundial va servir a la Kriegsmarine i va morir en acció a la costa de Noruega.